# 芙蓉双鶏図
『芙蓉双鶏図』（ふようそうけいず）は、伊藤若冲の日本画『動植綵絵』の全30幅中の1幅である。フヨウとテッセンの花々を背景に雄鶏と雌鶏が描かれている。

## 背景
『動植綵絵』は江戸時代の日本画家・伊藤若冲の代表作のひとつである。若冲は両親、弟、自分自身の永代供養を願って『釈迦三尊像』と本画を製作し、1765年に相国寺に寄進した。その後は同寺のもとに伝わったが、同寺が廃仏毀釈の影響で貧窮したため、1889年（明治22年）に1万円の下賜金と引き換えに明治天皇へと献上された。その後は御物として皇室の管理化にあったが、1989年（平成元年）に日本国へ寄贈され皇居三の丸尚蔵館の所蔵となった。『動植綵絵』の題は若冲が自ら寄進状に記した名称であり、その名の通り30幅いずれもさまざまな動植物をモチーフとしている。『動植綵絵』の大きな特徴として独創的な色彩表現が挙げられる。技法自体は伝統的な絹絵の表現方法を踏襲しているものの、絵具の種類やその重ね方、裏彩色の活かし方を工夫することで独自の色彩表現として成立している。皇居三の丸尚蔵館学芸室主任研究官の太田彩は本作の製作にかかった10年を「若冲飛躍の10年であり、若冲画風確立の10年であった」と述べている。また、若冲の作品群の中でも特に高い評価を得ており、「『動植綵絵』は別格」などとも評される。本項では『動植綵絵』30幅のうち1幅『芙蓉双鶏図』について詳述する。

## 内容
フヨウとテッセンの花々を背景に雄鶏と雌鶏が描かれている。絹本著色。寸法は縦143.4センチメートル、横79.9センチメートルである。『藤景和画記』では「芳園翔歩」（ほうえんしょうほ）と題されているとおり、太田彩は本画を「みなが楽しくはずんでいて、土坡までもがリズミカル」だと評しており、狩野博幸も画題のすべてが踊っているかのように動いていると述べている。辻惟雄は本画の特徴を「眩暈のするような幻惑感」だと述べている。なお、本画は表現を軽くする意図のもと制作されたと思われ、重厚な風合いになりやすい顔料は使用量が少なく、使用する場合も薄く伸ばして使われている。
フヨウは全部で5種類が描き分けられており、胡粉と赤染料の濃淡のみで差異が表現されている。5種類はそれぞれ白地に赤、白地に灰、爪紅八重咲き、花びらの先端に楔形の模様入り、赤地に先端が白となっている。自然界に存在しない模様のものもあり、若冲の創造的な表現であるか、かつて存在したが既に絶えた品種である可能性がある。ピンクの花は裏彩色には胡粉と薄ピンクが施されている。白い花には裏彩色が施されていない。
テッセンは花びらを胡粉の濃淡で表現し、中央の筋は胡粉のうえに黄染料を置いている。蕊の黄色は石黄で、花芯中心部は緑青の上に深緑の染料を施しているが、緑青は場所によってヒ素の含有率が異なり、それによって微妙な色味の差が生じている。なお、このような緑青の使い分けは他に『棕櫚遊鶏図』に見られるのみである。なお、萼が8枚ある点、花の下に苞葉がない点などから、テッセンの近縁種であるカザグルマの可能性があるが、葉が三小葉ではなく単葉である点が実際とは異なる。
葉は全体が緑染料、葉脈は緑青が基本だが、部分的に薄く緑青を施したり葉脈の一部に染料を施したりすることで色彩を調整している。裏彩色は施されていない。
辻惟雄はこれらの花々の白、緑、ピンクの色彩が雄鶏の白黒のまだら模様を引き立てていると述べている。
花の上にはルリカケスが1羽描かれている。裏彩色は施されていない。赤は辰砂、青は群青によるものである。
雄鶏は1本脚で立って翼をひろげ、頭を逆さにしており、狩野博幸曰く「何とも奇妙な格好」をしている。大典顕常は『藤景和画記』で、雄鶏の姿態は身が痒くて掻こうとしている姿だと述べている。一方で『若冲の描いた生き物たち』（学研プラス,2016年）は雌鶏の気を惹こうとしている姿ではないかと推測している。なお、現実のニワトリがこのようなポーズを取ることはまずなく、若冲による創作である。両翼から尾にかけて胡粉、黄土、代赭が裏彩色されている。盛り上がって光沢感のある黒目からは鉄が検出されるため、黒漆が用いられている可能性が高い。雌鶏は雄鶏のトサカに首を向けている。裏彩色は一切施されていない。頸部の白い部分から腹部にかけて胡粉と代赭で作ったと思われる薄ピンクの上にさらに胡粉が重ねられる特徴的な彩色表現がみられる。
背景の土坡の線は特徴的で、本画の躍動感を強調する役割がある。部分的に黄土の裏彩色が施されている。画面右側の岩肌には群青を用いた彩色が確認できる。

## 落款
款記には「心遠館居士若冲造」とある。印は白文方印で「汝鈞」と、朱文円印で「若冲居士」と捺されている。「汝鈞」は名、「若冲居士」は号を意味する。款記の「心遠館」は若冲の画室であり、鴨川西岸の風光明媚な場所にあったとされている。